# Campeonato Mundial de Esqui Estilo Livre
O Campeonato Mundial de Esqui Estilo Livre é um evento de esqui estilo livre organizado pela Federação Internacional de Esqui (FIS). O campeonato é realizado atualmente a cada dois anos nos anos ímpares.

## Edições
| #            | Ano  | Sede                  | Eventos |
| ------------ | ---- | --------------------- | ------- |
| 1            | 1986 | Tignes                | 8       |
| 2            | 1989 | Bad Hindelang         | 8       |
| 3            | 1991 | Lake Placid           | 8       |
| 4            | 1993 | Altenmarkt-Zauchensee | 8       |
| 5            | 1995 | La Clusaz             | 8       |
| 6            | 1997 | Iizuna                | 7       |
| 7            | 1999 | Meiringen             | 8       |
| 8            | 2001 | Whistler              | 8       |
| 9            | 2003 | Wasatch Range         | 6       |
| 10           | 2005 | Kuusamo               | 10      |
| 11           | 2007 | Pinzolo               | 8       |
| 12           | 2009 | Inawashiro            | 10      |
| 13           | 2011 | Wasatch Range         | 12      |
| 14           | 2013 | Voss                  | 12      |
| 15           | 2015 | Kreischberg           | 12      |
| 16           | 2017 | La Molina/Barcelona   | 12      |
| 17           | 2019 | Park City/Utah        | 15      |
| 18           | 2021 | Idre Almaty Aspen     | 15      |
| Referências: |      |                       |         |

## Quadro geral de medalhas
Quadro geral de medalhas até a edição de 2021.
| Ordem | País                     | Medalha de ouro | Medalha de prata | Medalha de bronze | Total |
| ----- | ------------------------ | --------------- | ---------------- | ----------------- | ----- |
| 1     | Canadá                   | 39              | 38               | 33                | 110   |
| 2     | Estados Unidos           | 33              | 3 2              | 37                | 102   |
| 3     | França                   | 24              | 20               | 22                | 66    |
| 4     | Suíça                    | 11              | 16               | 10                | 37    |
| 5     | China                    | 10              | 5                | 6                 | 21    |
| 6     | Austrália                | 8               | 7                | 8                 | 23    |
| 7     | Noruega                  | 6               | 6                | 2                 | 14    |
| 8     | Rússia                   | 6               | 5                | 4                 | 15    |
| 9     | Japão                    | 5               | 5                | 7                 | 17    |
| 10    | Suécia                   | 4               | 9                | 8                 | 21    |
| 11    | Federação Russa de Esqui | 4               | 2                | 3                 | 9     |
| 12    | Finlândia                | 3               | 5                | 4                 | 12    |
| 13    | Áustria                  | 3               | 4                | 4                 | 11    |
| 14    | Bielorrússia             | 2               | 4                | 4                 | 10    |
| 15    | Alemanha                 | 2               | 2                | 4                 | 8     |
| 16    | Chéquia                  | 2               | 2                | 1                 | 5     |
| 17    | Alemanha Ocidental       | 2               | 1                | 2                 | 5     |
| 18    | União Soviética          | 2               | 0                | 0                 | 2     |
| 19    | Reino Unido              | 1               | 3                | 4                 | 8     |
| 20    | Cazaquistão              | 1               | 2                | 3                 | 6     |
| 21    | Nova Zelândia            | 1               | 1                | 0                 | 2     |
| 22    | Estónia                  | 1               | 0                | 0                 | 1     |
| 22    | Eslovênia                | 1               | 0                | 0                 | 1     |
| 22    | Uzbequistão              | 1               | 0                | 0                 | 1     |
| 25    | Itália                   | 0               | 2                | 3                 | 5     |
| 26    | Ucrânia                  | 0               | 1                | 1                 | 2     |
| 27    | Eslováquia               | 0               | 0                | 1                 | 1     |
| 27    | Espanha                  | 0               | 0                | 1                 | 1     |
| Total | Total                    | 172             | 172              | 172               | 516   |